# Lothar Kosz
Lothar Kosz, auch Kater Kosz, bis 1989 Lothar Koß (* 30. September 1953 in Stralsund) ist ein deutscher Fotograf.

## Leben
Lothar Kosz wuchs in Stralsund auf. Er absolvierte eine Tischlerlehre und diente von 1975 bis 1978 in der Volksmarine der DDR. Ein Pädagogikstudium brach er ab und arbeitete als Tischler in Rostock.
Kosz war in den 1980er Jahren Mitglied des Fotoklubs „Konkret“, der Betriebsfotogruppe der Warnowwerft Warnemünde, und spezialisierte sich auf Aktaufnahmen. Mehrfach wurden diese von Funktionären für Ausstellungen zensiert, da „sie nicht den sozialistischen Realismus abbildeten“. Fotozirkelleiter Siegfried Wittenburg, der sich für Kosz einsetzte, wurde zeitweilig als Fotozirkelleiter abgesetzt und erhielt Hausverbot im Kulturhaus der Warnowwerft.
Kosz stellte einen ersten politisch begründeten Ausreiseantrag, welcher wegen eines angeblichen Formfehlers nicht bearbeitet wurde. Zu dieser Zeit stand er in keinem rechtlichen Arbeitsverhältnis. Anfang 1989 wurde eine staatliche Regelung geschaffen, die es Bürgern der DDR nur dann erlaubte, einen Ausreiseantrag zu stellen, wenn sie in einem Arbeitsverhältnis standen. Nach längerem Bewerben gelang es ihm, eine Halbtagsstelle als Reinigungskraft zu bekommen, nachdem eine bereits vereinbarte Einstellung als Fotograf im Rostocker Bezirksamt für Städtebau infolge der Interventionen des Ministeriums für Staatssicherheit verweigert wurde. Hierauf reichte Kosz seinen zweiten Ausreiseantrag ein. Im Unwissen darüber, dass auf seinen dritten Ausreiseantrag hin zum 30. September 1989 eine „Zustimmung zur Übersiedelung“ erteilt wurde, flüchtete er aus der DDR über die Botschaft der Bundesrepublik Deutschland in Prag. Ebenfalls am 30. September 1989 teilte Bundesaußenminister Hans-Dietrich Genscher den über 4000 Prager Botschaftsflüchtlingen mit, dass ihre Ausreise in die Bundesrepublik Deutschland möglich geworden sei.
Kosz lebte zunächst elf Jahre in Bremen, wo er als Fotoassistent im Fotoatelier Photo Spektrum in Oyten und später bei Czysty Design arbeitete. Parallel dazu entstanden Aktporträts und Porträtserien wie Die Nachricht vom goldenen Schuss, die in Gruppenausstellungen und ab 1996 auch in Einzelausstellungen präsentiert wurden. Im Jahrbuch der Erotik Mein Heimliches Auge vom konkursbuch Verlag wurden unregelmäßig fotografische Arbeiten, wie auch kurze Texte von ihm publiziert. Charakteristisch an Kosz’ Aktaufnamen ist meist der vollständige Verzicht auf Umgebungsdetails und die Konzentration auf ein Minimum an Dargestelltem bis hin zur Reduktion auf eine Lichtkante, was Gundula Sell so beschrieb: „Wenn weibliche Formen fast nur aus Lichtkonturen bestehen, beinahe wie kosmische Himmels-Körper, und wenn dabei doch die Weichheit und Festigkeit des Fleischlichen zugleich spürbar ist, bemerkt man, wie sehr der Fotograf das Vorgefundene verdichtet und umwandelt, um seine Ideen zeigen zu können.“
Seit Januar 2002 wohnt und arbeitet Kosz in Berlin.

## Ausstellungen (Auswahl)
- 1989: Blickwinkel, Galerie Zebra, Warnemünde (Gruppenausstellung)[9]
- 1989: XVII. Bezirksfotoschau Rostock (Gruppenausstellung)[10]
- 1995: Die Farbe Mensch, Kunstkreis Preetz (Gruppenausstellung)
- 1996: Fotografien von Lothar Kosz, Medienzentrum Walle, Bremen[11]
- 1999: Erotik – Art – Fotoschau, Wismar (Gruppenausstellung)
- 2003: Kater Kosz – Die Farbe Mensch, Die Aktgalerie, Berlin[7]
- 2006: Das schöne Geschlecht, Die Aktgalerie, Berlin
- 2008: Zwei Klassiker, Die Aktgalerie, Berlin (Doppelausstellung gemeinsam mit Wolf Gutbier)
- 2009: Fragmente. Kater Kosz, Die Aktgalerie, Berlin
- 2011: Kater Kosz – Amerikanische Bilder, Stadtteilzentrum MOSAIK
- 2014: Fremde Frauen, Foto Remise, Berlin